# 北宕渠郡
北宕渠郡，中国南北朝时设置的郡。
- 南朝梁普通三年（522年）在故宕渠郡地置北宕渠郡，以在南宕渠郡东北得名，治流江县（今四川渠县），属梁州。辖境相当今四川省渠县、大竹县、广安市等地。大同三年（537年）于北宕渠郡置渠州，为渠州治。北周武成元年（559年）改名流江郡。
- 南朝梁置北宕渠郡，属新州。治所在北宕渠县（今四川盐亭县）。辖境相当今四川盐亭县地，西魏改为盐亭郡。